# Langeleik

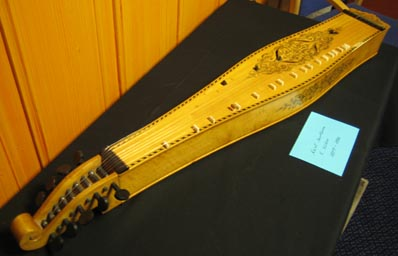
Langeleik

Langeleik, auch langleik (norwegisch, „langes Spiel“), ist eine langgestreckte Griffbrettzither, die in der norwegischen Volksmusik besonders in den Regionen Valdres und Hallingdal traditionell von Frauen gespielt wird. Mit einer Melodie- und normalerweise sieben Bordunsaiten gehört die Langeleik wie das historische Scheitholt zu den Bordunzithern.

## Herkunft
Bordunzithern haben sich aus einsaitigen Stabzithern (Musikstäben) entwickelt, der neben den Musikbögen einfachsten Form eines Saiteninstruments. Die europäischen Zithern gehen auf das in der griechischen Antike zu Unterrichtszwecken gebaute Monochord zurück. Es bestand aus einem rechteckigen Holzkasten mit einem verschiebbaren Steg, über den eine Saite verlief. Claudius Ptolemäus überlieferte in seinem musiktheoretischen Werk Harmonik aus dem 2. Jahrhundert n. Chr. eine Kastenzither mit 15 gleich langen Saiten, die als Unterrichtsmittel und in einem Ensemble verwendet wurde. In derselben Funktion und zur Bestimmung der Länge von Orgelpfeifen wird ein solches Monochord mit zwischen einer und acht Saiten in mehreren Quellen des 10. und 11. Jahrhunderts erwähnt. Nach einer Handschrift, die sich im St John’s College in Cambridge befindet, und nach dem Werdener Psalter, der in Berlin aufbewahrt wird, beide aus dem 12. Jahrhundert, setzten Spielleute das Monochord zusammen mit anderen Musikinstrumenten ein. Vermutlich hatten sie die beweglichen Stege durch Bünde ersetzt und so die ersten Griffbrettzithern geschaffen. Die Entwicklung verlief geradlinig bis zu den Bordunzithern, die bei gleichbleibendem Korpus neben der Spielsaite mit einer Reihe Bordunsaiten ausgestattet wurden. Daneben entstand mit dem Trumscheit im 12. Jahrhundert ein einsaitiges Streichinstrument ohne Griffbrett, bei dem die Saite durch Berührung mit dem Daumen in der Naturtonreihe zum Erklingen gebracht werden konnte. Durch einen Rückgriff auf die Grundform eines Monochords erfand der schwedische Prediger Johann Dillner 1829 das einsaitige, mit Bünden ausgestattete Psalmodikon, das mit einem Bogen gestrichen wurde. Es war in Skandinavien und im Baltikum als Hilfsmittel im Schulunterricht weit verbreitet.

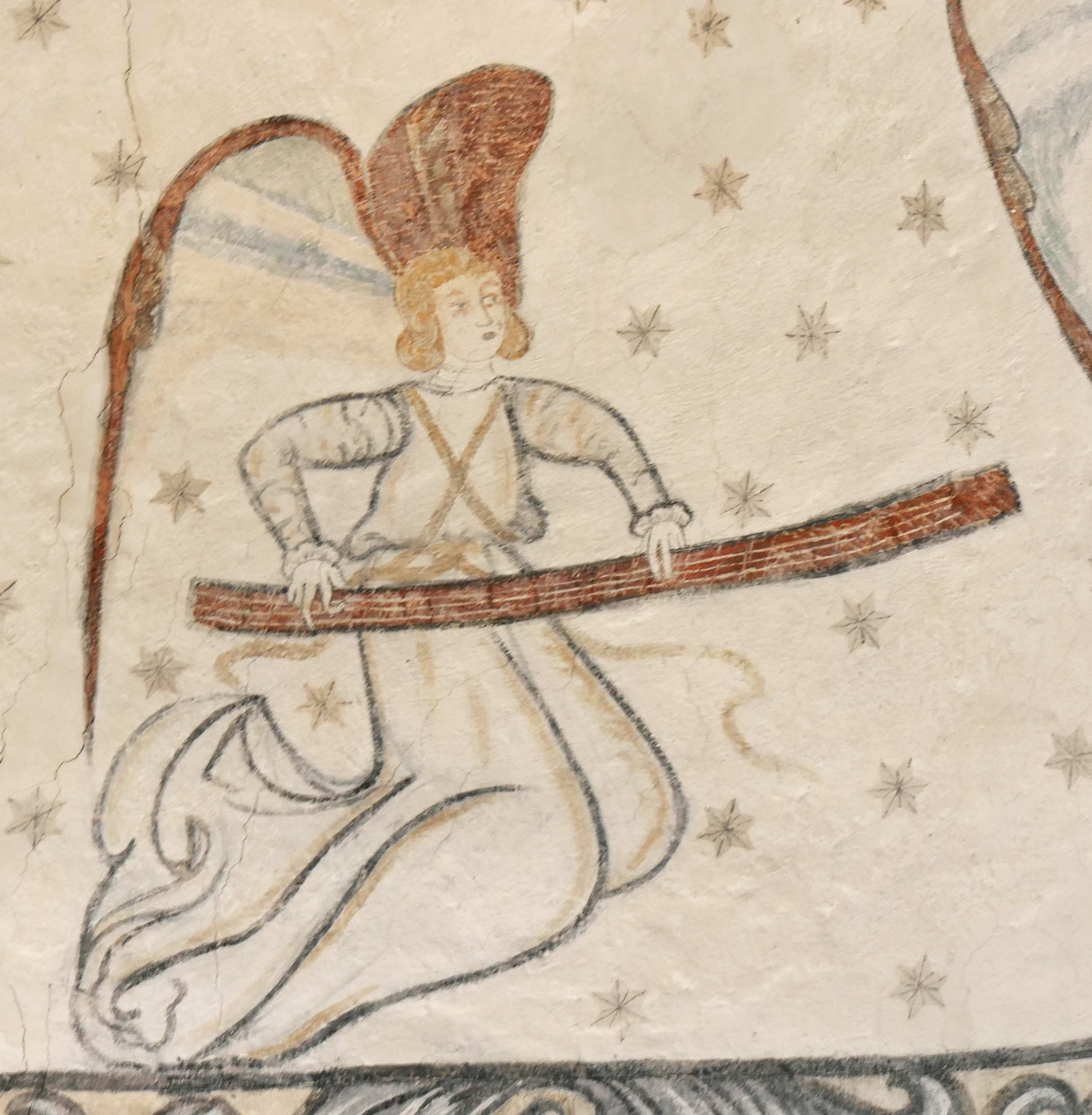
Ein Engel musiziert mit Langeleik in einem Orchester von 32 Engeln, die Jesus und seine Apostel umgeben. Wandmalerei in der um 1560 ausgemalten Nordkapelle der Kirche von Rynkeby, Dänemark.

Der Name Scheitholt ist erstmals bei Michael Praetorius in seinem Werk Syntagma musicum. II. De Organographica von 1619 für eine Zither mit zwei Melodie- und zwei Bordunsaiten belegt. Die ersten Scheitholte besaßen keinen Boden, zwei mit dem Daumen gezupfte Spielsaiten und bis zehn Bordunsaiten. Zum Typus eines langrechteckigen Kastens zählt in Frankreich die épinette des Vosges. Weiterentwicklungen mit einem von der Mandoline übernommenen, an einer Seite ausgebauchten Korpus sind die süddeutsche Scherrzither, die in Norddeutschland, den Niederlanden und Dänemark verbreitete Hummel, die in Dänemark humle genannt wird, und die ungarische citera. In Schweden heißt dieser Instrumententyp långspel oder långharpa, in Island langspil. Eine besondere Variante in Finnland ist die vom Namen der finnischen Kastenzither kantele abgeleitete jouhi kantele (auch jouhikko), die mit dem Bogen gestrichen wird und typologisch zu den Streichleiern zählt. Die estnische kannel mit fünf bis zwölf Saiten wird gezupft, ebenso die ähnlich geformte litauische kankles und die größere dreieckige kokles in Lettland. Die niederländische noordse balk besitzt einen elegant geschwungenen, symmetrischen Korpus, der mittig von einem Griffbrett geteilt wird, über das sechs Spielsaiten verlaufen.
In Vardal bei Gjøvik wurde 1980 die älteste Langeleik mit der Jahreszahl 1524 gefunden. Dieser Fund ist älter als die bis dahin bekannten schriftlichen Quellen zu den Bordunzithern. Die älteste bekannte Abbildung um 1560 stammt aus der Kirche von Rynkeby im südlichen Dänemark. Die erste namentliche Erwähnung einer Langeleik ist die Beschreibung eines Gastes bei einer Hochzeit, die 1619 im Dorf Hemne, 90 Kilometer westlich von Trondheim stattfand. Der Gast konnte, weil er angetrunken war, sich nicht mehr an das Lied erinnern, das er gesungen hatte, wusste aber noch, dass ein Mädchen ihn auf der Langeleik begleitet hatte. So steht es in einem 1622 veröffentlichten Bericht des Trondheimer Bischofs.
Ende des 17. Jahrhunderts war die Langeleik ein beliebtes Begleitinstrument für Tänze und Lieder in Hjartdal in der südnorwegischen Provinz Telemark. Dasselbe wird im 18. Jahrhundert für den nahegelegenen Ort Tinn angegeben. Wahrscheinlich wurde die Langeleik in weiten Teilen des Landes gespielt. Anfang des 20. Jahrhunderts schien das Instrument nicht mehr zeitgemäß und verschwand um 1930 aus den Rundfunkprogrammen. Die Tradition blieb danach nur begrenzt in den südnorwegischen Regionen Valdres und Hallingdal erhalten. Seit den 1970er/1980er Jahren gibt es eine gewisse Wiederbelebung, Langeleiks sind in Musikgeschäften zu kaufen und werden in manchen Schulen unterrichtet.

## Bauform und Spielweise
Der Korpus ist langrechteckig und flach, wobei viele Instrumente sich an einem Ende verjüngen und einige auf einer oder beiden Seiten leicht ausgebaucht sind. Die Saiten verlaufen über eine ebene Decke bis zu einem in den Korpus integrierten oder abgesetzten und nach unten gebogenen Wirbelkasten. Die ältesten Exemplare aus dem 17. Jahrhundert sind einfache, aus Brettern gefügte rechteckige Kästen ohne Boden. Die Zahl der Saiten schwankt bei älteren Langeleiks zwischen vier und 14, heute sind eine Melodiesaite und sieben Bordunsaiten aus Stahl üblich. Bis zu drei Bordunsaiten können bei manchen Instrumenten kürzer sein. Die freie Länge der Melodiesaite bei einem modernen Exemplar betrug 72 Zentimeter.
Der Abstand der Bünde bei früheren Instrumenten ergab ungewöhnliche Tonintervalle, die zwischen einem temperierten Halbton und Ganzton lagen. Ein Halbtonintervall kommt in der älteren norwegischen Volksmusik nicht vor. Der pythagoreischen Stimmung gemäß bilden Quinte und Oktave den Rahmen der Tonskala. Die Intervalle bei verschiedenen alten Instrumenten weichen beträchtlich voneinander ab. Heute ist eine diatonische Skala für die Melodiesaite üblich, die beim Grundton c1 beginnt. Die Bordunsaiten sind im Quint- und Oktavabstand oder als Dur-Dreiklang gestimmt.
In den 1920er Jahren gab es teilweise kontroverse Diskussionen unter Musikern und Komponisten über die in der norwegischen Volksmusik verwendeten Tonskalen. Erik Eggen veröffentlichte 1923 eine Untersuchung alter Langeleiks und kam zu dem Schluss, dass die Volksmusik teilweise auf einer Naturtonreihe, besonders auf dem achten bis zwölften Oberton basiert, während Eivind Groven, dessen Untersuchungen sich auf die Seljefløyte (Weidenflöte) konzentrierten, in noch stärkerem Maß die Bedeutung der Naturtonskala hervorhob. Eine andere These führte die ungleichen Tonstufen auf die unbewusste gleichzeitige Verwendung verschiedener Skalen zurück. Als Grundlage der Untersuchungen konnten 100 noch entsprechend funktionsfähige Langeleiks dienen, die zu der Gesamtzahl von 200 Exemplaren gehören, die aus der Zeit zwischen der Mitte des 17. Jahrhunderts und dem 19. Jahrhundert erhalten geblieben waren. Eine weitere Untersuchung von 1974 erbrachte das verbindende Ergebnis, dass sich bei vielen Langeleiks die Intervalle der unteren und der oberen Oktave unterscheiden und sich insgesamt außer Quinte und Oktave kaum eine klare Intervallregel feststellen lässt.
Die Langeleik liegt quer vor dem sitzenden Spieler auf einem Tisch. Die Melodiesaite und einige oder alle Bordunsaiten werden mit einem langen Plektrum in der rechten Hand gezupft; Zeigefinger, Mittel- und Ringfinger der linken Hand verkürzen die Melodiesaite. Der Daumen kommt grundsätzlich nicht, der kleine Finger bei manchen Musikern zum Einsatz. Diese Spielweise wird zur Begleitung von Volkstänzen in gleichbleibendem Tempo angewandt, bei anderen Melodien, etwa den klokkeslåtter (klokke-lått, „Glockenton“, „Glockenmelodien“) in tempo rubato können gelegentlich auch einzelne Begleitsaiten zur Melodiebildung angezupft werden. Das in einem schwingenden Bogen in einer Auf- und Abwärtsbewegung geführte Plektrum produziert den Rhythmus. Die Abwärtsbewegung erfolgt mit etwas stärkerem Druck gegen die Saiten und so, dass die Melodiesaite lauter erklingt als die übrigen Saiten, damit der Melodieton auf den Grundschlag fällt. Bei manchen Aufwärtsbewegungen streicht das Plektrum nur über die Melodie- und die ersten zwei oder vier Begleitsaiten. Zwischen den mit dem Plektrum bei der Abwärtsbewegung erzeugten Grundschlägen fallen rhythmische Unterteilungen durch die auf die Saite drückenden Finger der linken Hand. Während der Mittel- oder Ringfinger die Saite niederdrückt, kann der Zeigefinger die Saite für einen zusätzlichen Zwischenton anzupfen. Desgleichen ergibt sich, wenn nur ein Finger auf der Saite ruht und beim Abheben die Saite seitwärts wegdrückt. Ein zweiter Effekt entsteht, wenn ein Finger der linken Hand die Melodiesaite direkt auf einen Bund schlägt und so einen höheren als den bereits (mit dem Mittelfinger) niedergedrückten und mit dem Plektrum angeschlagenen Ton hinzufügt. Beide Spieltechniken der linken Hand ergeben in Verbindung mit den Grundschlägen des Plektrums maximal vierfach unterteilte rhythmische Muster.

## Verbreitung
In der norwegischen Volksmusik sind bis heute mehrere traditionelle Saiteninstrumente in Gebrauch. Die alten Blasinstrumente, zu denen lange Holztrompeten (lur) gehörten, sind dagegen auch aus den ländlichen Regionen verschwunden. Die Langeleik fällt traditionell in den Wirkungskreis der Frauen. In ländlichen Regionen hielten sich die Frauen im Sommer mit dem Vieh auf den Hochweiden (soeter) auf. Hier entstand eine besondere Liedgattung im Zusammenhang mit den alltäglichen Aufgaben. Bestimmte, smørbon genannte Lieder beschreiben die Herstellung von Butter, es gab melodisch ausgestaltete Rufe für Ziegen (geitlokkar), Kühe (kulokkar) oder zur Verständigung der Hirten (laling, huving) über große Entfernungen. Am frühen Abend waren die Frauen auf dem soeter mit Handarbeiten beschäftigt oder trugen Instrumentalstücke (lydarslåttar) mit Langeleiks vor. Später am Abend spielten sie zu Gesellschaftstänzen. Konzert und Tanzbegleitung blieben die beiden Einsatzgebiete der Langeleik.
Schriftliche Quellen vom Ende des 17. Jahrhunderts künden von regelmäßig sonntagabends stattfindenden Konzerten, bei denen Frauen Langeleik spielten. Dennoch gab es einige Männer, die als professionelle Langeleik-Spieler bekannt wurden. Ragnhild Viken (um 1810–1895) war eine professionelle Langeleik-Spielerin, die auf Märkten und bei Feierlichkeiten auftrat. Sie brachte das Instrument ihrem Sohn Johannes Viken (1844–1936) bei, der ebenfalls ein bekannter Musiker wurde. In ebensolchem Ansehen stand Berit Pynten (1809/1812–1899/1900), die in einem Gehöft in Valdres lebte. In ihrer niedrigen Hütte erhielt sie in den 1880er Jahren Besuch von Edvard Grieg, der sich vorspielen ließ und ihre Tanzlieder auf Papier notierte. Grieg und andere norwegische Komponisten studierten im 19. Jahrhundert Volksmusik, die sie als Element der nationalen Kultur schätzten. Von Berit Pynten wird überliefert, dass sie während des Spiels ein kleines tanzendes Püppchen mit einer Schnur an ihrer rechten Hand befestigt hatte. Im Lauf des 17. Jahrhunderts kamen verschiedene Formen der Violine auf, welche die beiden Einsatzgebiete der Langeleik übernahmen und sie allmählich in ihr Kerngebiet zurückdrängten. Das europäische Streichinstrument verbreitete sich unter den Namen flatvele („flache Geige“) und venleg vele („gewöhnliche Geige“) überwiegend im Norden und Osten des Landes, während die Hardangerfiedel (hardingfele) mit zusätzlichen vier oder fünf Resonanzsaiten unter dem Griffbrett in nahezu unveränderter Form seit etwa 1700 im Süden und Westen gespielt wird.
Die auf der Langeleik gespielten Musikstücke werden in Tanzlieder und Melodien zum Zuhören unterteilt. Zu den Tanzliedern gehören der nach seiner Heimatregion Hallingdal benannte, lebhafte und schnell gespielte Tanzstil halling, der ganger und in Valdres, Hallingdal und Telemark der in einem strengen asymmetrischen ¾-Takt stehende springar. Mehrere Komponisten übernahmen Rhythmus und melodische Formen des springar, unter anderem Edvard Grieg in seiner Volksmusikadaption Jon Vestafes Springdans Opus 72/2. In der Popularisierung der Volksmusik waren Grieg der Violinist Ole Bull (1810–1880) und der Komponist Ludvig Mathias Lindeman (1812–1887) vorausgegangen. Lindemans umfangreiche Sammlung norwegischer Volkslieder Ældre og nyere norske Fjeldmelodier („Ältere und neuere norwegische Bergmelodien“) erschien in zwölf Bänden zwischen 1853 und 1863, ein Nachfolgeband kam 1867 heraus. Seine Klavierbearbeitung des Tanzstückes Springlått enthält nach Aussage des norwegischen Pianisten Einar Steen-Nøkleberg von der linken Hand zu spielende typische Tonfolgen der Langeleik.
Konzertante Musikstücke gehören zur Gruppe der klokkeslåtter oder huldreslåtter („Huldrenmelodien“, Huldra ist ein den Trollen verwandtes schönes Mädchen in der skandinavischen Mythologie).

## Diskografie
- Gunvor Hegge (Langeleik), Knut Kjok (Violine), Roger Slastuen (Violine), Jacques Leininger (Langeleik): Norvege – la langeleik. Ocora, Radio France, 2003 (M0505276)